# Miloš Đurić
Miloš Đurić (serb. Милош Ђурић; ur. 14 stycznia 1892 w Benkovacu, zm. 5 grudnia 1967 w Belgradzie) – serbski filozof, filolog klasyczny i publicysta.

## Życiorys
Na uniwersytetach w Zagrzebiu i Belgradzie studiował filozofię i filologię klasyczną. W 1929 roku na Uniwersytecie w Zagrzebiu uzyskał stopień naukowy doktora. Był wykładowcą na Wydziale Filozoficznym Uniwersytetu w Belgradzie.
W 1914 roku współtworzył zagrzebskie czasopismo Vihor, którego był redaktorem. Wykonywał tłumaczenia z greki, łaciny, języka angielskiego, niemieckiego i rosyjskiego. Przedmiotem jego zainteresowań naukowych były: historia filozofii, filozofia kultury, etyki i estetyki.

## Wybrane publikacje
(opracowano na podstawie materiału źródłowego)
- Vidovdanska etika (1914)
- Filosofija panhumanizma (1922)
- Racionalizam u savremenoj nemačkoj filosofiji (1928)
- Problemi filosofije kulture (1929)
- Ogledi iz grčke filosofije i umetnosti (1936)
- Sofisti i njihov istoriski značaj (1955)
- Na izvorima umetničke lepote: ogledi o Homeru (1957)
- Iz helenskih riznica; studije i ogledi (1959)
- Istorija helenske etike (1961).